# جنگ سرتوریوسی
جنگ سرتوریوسی (به لاتین: Bellum Sertorianum) (۸۰–۷۲ قبل از میلاد) بخشی از درگیری‌های داخلی جمهوری روم بود که در هیسپانیا به وقوع پیوست. این جنگ میان آخرین رهبر جناح ماریان‌ها (حامیان ماریوس) یعنی کوینتوس سرتوریوس ــ که نه تنها باقی‌ماندهٔ جناح پوپولارها را بلکه حتّی بسیاری از دولت‌شهرهای ایبریایی که به‌سختی سلطه روم را تحمل می‌کردند را نیز به دور خود جمع کرده‌بود ــ از یک‌سو و رهبران حامی سولا که سنای روم آن‌ها را علیه او گسیل داشته‌بود یعنی کوینتوس کایکیلیوس متلوس پیوس و گنایوس پومپیئوس کبیر از سوی دیگر رخ داد. سرتوریوس با شیوه‌های جنگی زیرکانه و بدیع حریفانش را تا مدّت‌ها به‌سختی شکست می‌داد؛ تا اینکه توسط لگاتوسِ خودش به‌نام مارکوس پرپرنا وینتو با دسیسه‌ای کشته‌شد و پومپیئوسِ فاتح به‌آسانی مُهر پایان بر جنگ زد.